# Charles Henrion
Pour les articles homonymes, voir Henrion.
 (mars 2015).
Améliorez-le ou discutez des points à vérifier. 
 (mars 2016).
Le père Charles Henrion, des Petits Frères de Jésus, né le 28 février 1887 à Châtel-sur-Moselle et mort le 2 septembre 1969 à Villecroze, est un religieux catholique français et disciple du père Charles de Foucauld.

## Biographie
Orphelin de père, il est élevé par sa mère. Il suit des études de droit et de science politique et, après avoir obtenu un doctorat en droit, devient avocat à Nancy.
Il perd la foi à l'âge de vingt ans et la recouvre à la lecture des écrits de Paul Claudel, avec lequel il se lie d'amitié : il lui écrira : « L'exil est notre véritable patrie » . Il abandonne le barreau pour mener une vie laïque inspirée de la spiritualité carmélitaine. Pendant la Première Guerre mondiale, Charles Henrion blessé à la jambe est laissé pour mort : il est recueilli par les Allemands qui le font prisonnier. Revenu à la fin de la guerre en Suisse, il reçoit une vocation d'ermite. Il entreprend des études de théologie à Fribourg, où il rencontre le père Norbert Del Prado. Par la suite, il retourne dans les Vosges, sa région natale, où il vit en contemplatif et en solitaire dans les bois près de Thuillières, dans la région de Vittel. Il y rencontre Ève Lavallière, comédienne désirant se convertir et vivre dans la retraite, dont il dirige alors la vie spirituelle.
À Paris, avant son départ pour la Tunisie, Henrion se lie à plusieurs personnalités dont il devient l'ami intime : Paul Claudel avec lequel il correspond, Jacques Maritain, le père Lamy qui organise le  pèlerinage de Notre-Dame-des-Bois ,  Vladimir Ghika à Auberive, qui lui rendra visite à Sidi-Saâd en 1928, ou encore Jean Cocteau. Henrion reprend l'habit du père de Foucauld, un burnous blanc orné du Sacré-Cœur. Il joue un certain rôle dans la conversion de Cocteau qui fera ensuite sa première communion en la fête du Sacré-Cœur à Meudon. Celui-ci écrit alors : « Un cœur entra, un cœur rouge surmonté d'une croix rouge au milieu d'une forme blanche qui glissait, se penchait, parlait et serrait des mains ». Il lui donne une parole que Cocteau gardera : « Soyez libre ».[réf. nécessaire]  lorsqu'il  qu'il  le rencontra à Meudon.
Parti pour la Tunisie en 1924, il est ordonné prêtre par Mgr Alexis Lemaître, archevêque de Carthage, en même temps que l'amiral Émile Malcor. Le 11 avril 1925, ils fondent dans un ensemble de cellules cubiques et surmontées d'une coupole, dispersées dans le désert au sud du pays, la Fraternité de Sidi-Saâd qui compte quelques membres : trois sœurs ermites  , Geneviève Massignon, Élisabeth  de Nanteuil et Mercédès de Gournay, femme de lettres et poétesse liée à Ernest Gengenbach, qui vient le rejoindre et meurt du typhus à Kairouan en soignant une Arabe en février 1932.  Leur principale occupation outre le soin apporté aux indigènes est la méditation des œuvres du P. de Foucauld. Le père Henrion resta trente-six ans dans les cellules du désert. 
Le père de Foucauld avait lui-même songé à fonder une communauté d'ermites du Sacré-Cœur, pour lesquels il avait écrit un directoire. De retour de Tunisie, après l'expulsion décrétée par le gouvernement tunisien en 1968, la Fraternité de Sidi-Saâd s'installe à Villecroze dans le Var, sur le domaine de Pont-Gourjon, où le père Henrion meurt en 1969, en prononçant ces dernières paroles : « Jusque-là, tout a été de Dieu ici ; surtout ne faites jamais rien de vous-mêmes pour qu'il en soit toujours ainsi »[réf. nécessaire]. Sa tombe se trouve  à Villecroze. La fraternité disparut peu à peu et la dernière ermite, sœur Paul-Marie, laisse le prieuré Notre-Dame-des-Anges de Villecroze à la Communauté des Sœurs apostoliques de Saint-Jean.